# Dracontopode

Satana, in forma di dracontopode, induce Eva ad assaggiare il frutto proibito. Soffitto della Cappella Sistina.

Con il termine dracontopode o draconcopode (dal latino dracontopedis, draconcopedis o draconcopodis, letteralmente "dai piedi di drago") si indicava, in epoca medievale, un essere leggendario dal volto umano e dal corpo di serpente o, alternativamente, dotato anche di braccia e torso umani.
Nell'arte medievale e rinascimentale, Satana, nella forma del serpente tentatore del peccato originale, è spesso rappresentato come un dracontopode dai caratteri femminili.

## Riferimenti storici

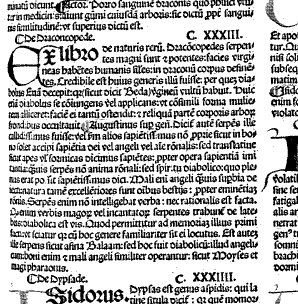
«De Draconcopede». Il paragrafo dallo Speculum naturale.

Vincenzo di Beauvais ne parla nel suo Speculum naturale:
Alberto Magno riporta il caso dell'uccisione di uno di questi esseri; nel suo De animalibus scrive:
L'appartenenza del dracontopode al terzo ordine dei serpenti indica che il suo morso è debole e il suo veleno non è mortale, benché possa provocare piaghe e gonfiori.

## Influenza culturale

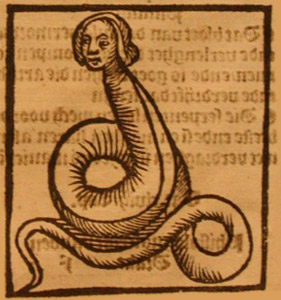
Antica incisione raffigurante un dracontopode.

- Il dracontopode compare nel novero degli animali, reali e leggendari, che formano la cornice del portale della chiesa ne Il nome della rosa, romanzo di Umberto Eco[4].